# Place de Bolivie
La place de Bolivie est une voie située dans le quartier de la Muette du 16e arrondissement de Paris.

## Situation et accès
La place de Bolivie est desservie à proximité par la ligne 6 à la station Passy.

## Origine du nom

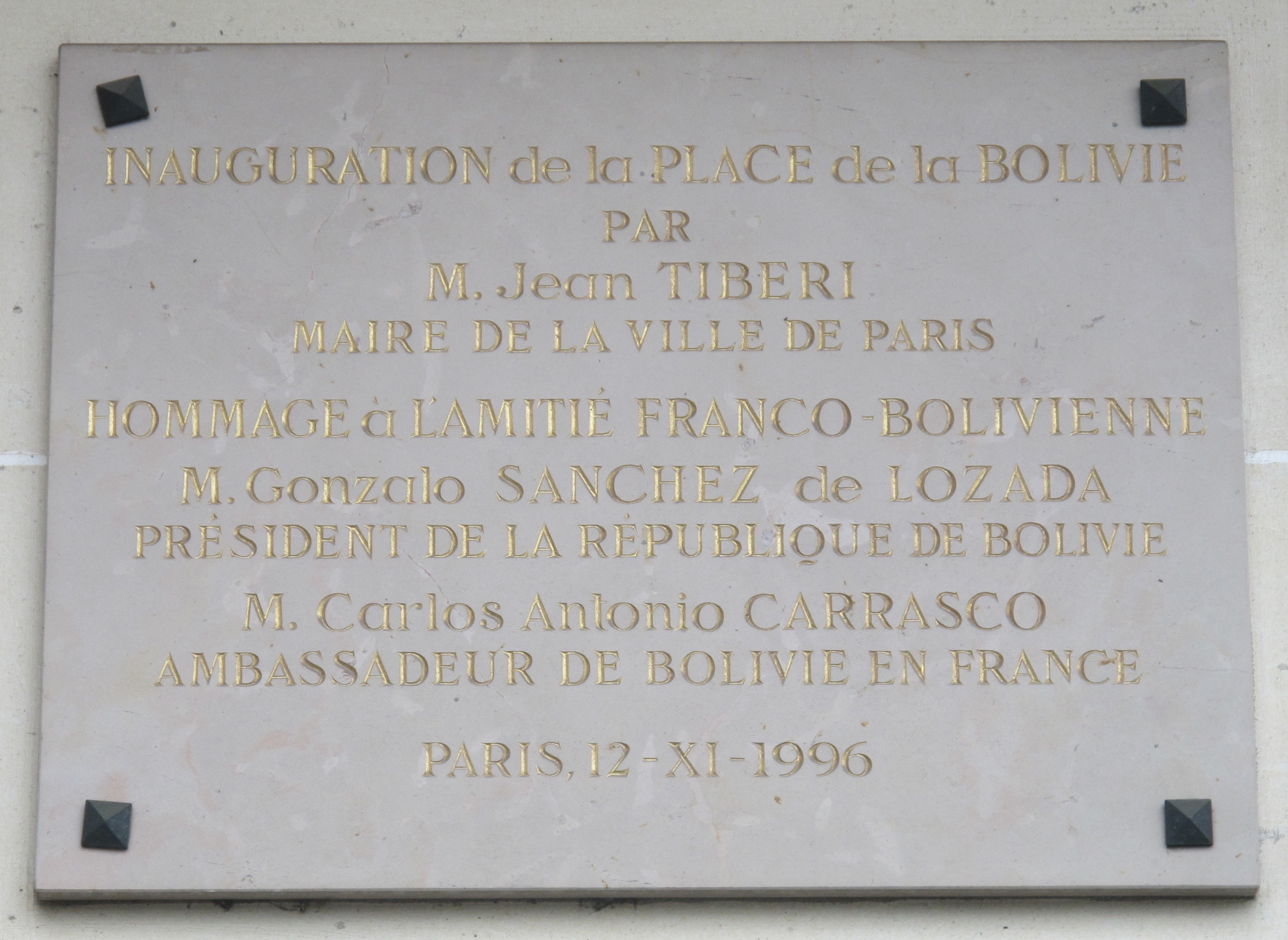
Plaque de l'inauguration de la place de Bolivie, en 1996.

Elle porte le nom de la Bolivie, en raison de sa proximité avec l'ambassade de ce pays située au 12, avenue du Président-Kennedy, en bas de la rue d'Ankara.

## Historique
Cette place, délimitée sur l'emprise des voies qui la bordent, prend en 1996 le nom de « place de Bolivie ».